# 154CM
154CM – gatunek nierdzewnej narzędziowej stali stopowej stworzonej i produkowanej w USA przez Crucible Materials Corporation, której siedziba mieści się w Solvay na przedmieściach Syracuse. Jest modyfikacją martenowskiej stali nierdzewnej 440C powstałą w wyniku dodania molibdenu. Początkowo miała znaleźć zastosowanie przy wytwarzaniu łożysk i zaworów, obecnie jest jednak szczególnie ceniona jako stal do wyrobu ostrzy narzędzi i noży. Uznaje się, że jest amerykańskim, ulepszonym odpowiednikiem japońskiej stali ATS-34, którą zastąpiła między innymi w nożach wyższych klas znanej amerykańskiej firmy Benchmade. Stal 154CM jest używana praktycznie przez wszystkich liczących się producentów noży. Choć jest dziś wypierana przez bardziej nowoczesne stale, wciąż jest synonimem wysokiej jakości.

## Odmiany
Stal 154CM posiada swoją proszkową odmianę CPM154, z którą jest nieraz mylona.

## Zastosowania
- produkcja łożysk
- produkcja zaworów
- płatnerstwo

## Skład
- węgiel 1,05%
- chrom 14%
- molibden 4%
- mangan 0,5%
- krzem 0,3%